# Бэнкс, Венди
Венди Бэнкс (англ. Wendy Banks; род. 27 февраля 1960) — валлийская и британская хоккеистка на траве, вратарь. Участница летних Олимпийских игр 1988 года.

## Биография
Венди Бэнкс родилась 27 февраля 1960 года в британском городе Сент-Асаф.
Играла в хоккей на траве за «Бакли».
В 1983 году в составе женской сборной Уэльса участвовала в чемпионате мира в Куала-Лумпуре, где валлийки заняли последнее, 12-е место место. Провела 5 матчей.
В 1987 году в составе женской сборной Великобритании участвовала в Трофее чемпионов в Амстелвене, где британки заняли 5-е место.
В 1988 году вошла в состав женской сборной Великобритании по хоккею на траве на летних Олимпийских играх в Сеуле, занявшей 4-е место. Играла на позиции вратаря, провела 2 матча.